# Hans Kok (kraker)

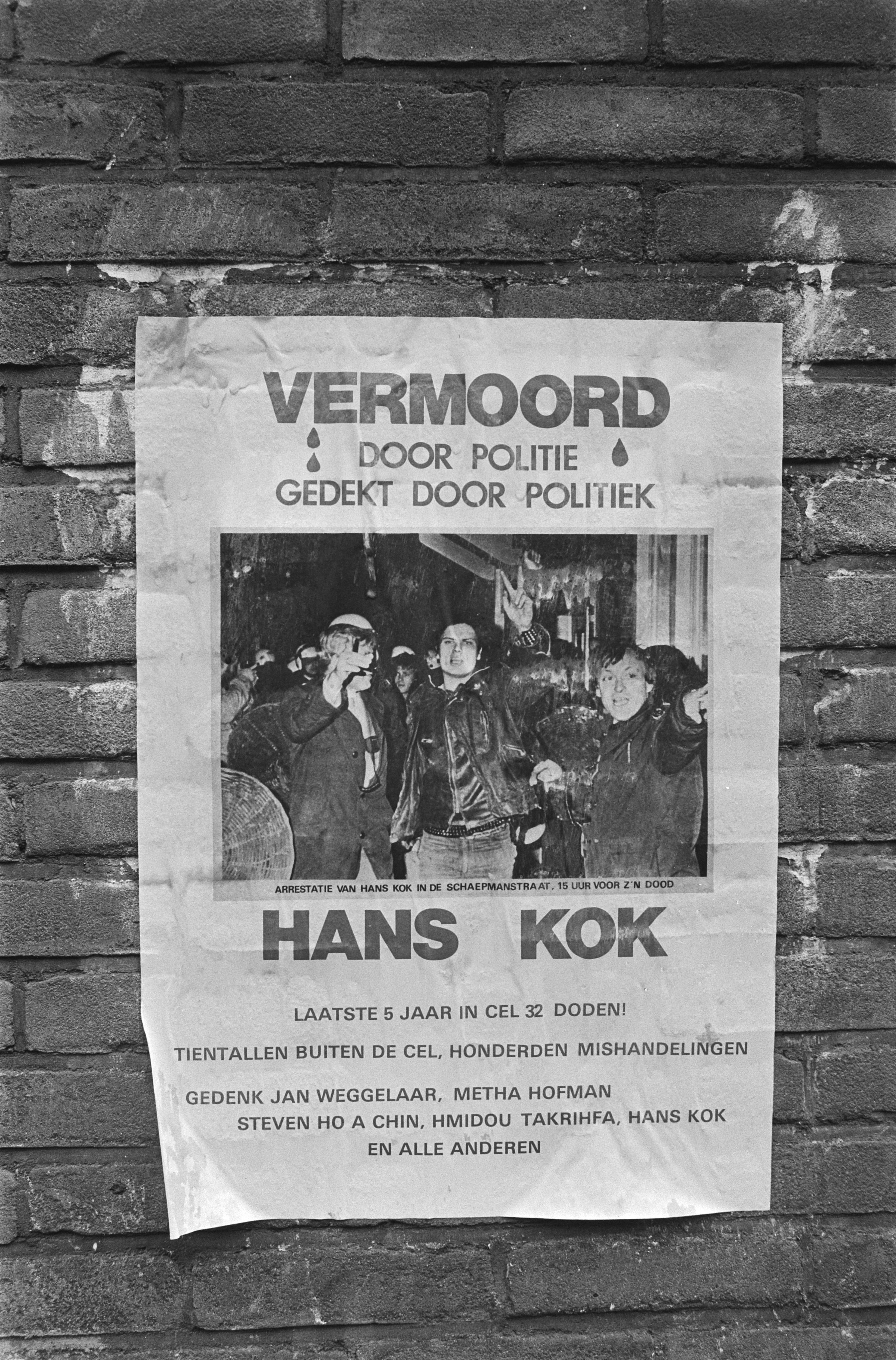
Affiche "Vermoord door politie"

Johannes (Hans) Kok (IJmuiden, 9 augustus 1962 – Amsterdam, 25 oktober 1985) was een Amsterdamse kraker. Hij overleed op 23-jarige leeftijd in een Amsterdamse politiecel.
Kok werd geboren te IJmuiden en woonde vervolgens in Zaandam, in een kraakpand op de Dam, en in de Amsterdamse Staatsliedenbuurt. Hij was basgitarist in punkband Terreur met onder anderen gitarist Derrick Meinhoff, gitarist Bart Meijer en zanger Jan de Dood. Tevens was hij basgitarist in de Amsterdamse band Lol en de Ellendelingen. Kraker Lex was een van de zangers van deze band. Toen de gekraakte woning van Lex' vriendin Petra aan de Schaepmanstraat op 24 oktober 1985 werd ontruimd omdat er sprake zou zijn van een huurschuld, werd het pand herbezet. 's Avonds werd de woning opnieuw ontruimd. Hierbij werden de herbezetters, onder wie Kok, gearresteerd. Ze werden overgebracht naar het Amsterdamse hoofdbureau van politie en daar ingesloten; aanvankelijk in een grote ruimte, later in afzonderlijke cellen.
Kok zou op het hoofdbureau drie porties methadon hebben gebruikt. Omdat hij de dienstdoende arts meldde dat hij drugsgebruiker was, gaf deze hem wat librium. Kok werd om elf uur 's avonds opgehaald voor verhoor. Hij kon toen nauwelijks op zijn benen staan en maakte een suffe en afwezige indruk. Na verhoor en het maken van een polaroidfoto werd hij naar cel B26 gebracht. De volgende dag werd 's middags om half twee ontdekt dat Kok in zijn cel was overleden. 's Nachts zouden andere gevangenen hem nog My Way hebben horen lallen. Zijn ontbijt had hij waarschijnlijk niet gekregen, waardoor hij 15 uur aan zijn lot was overgelaten. In het sectierapport wordt als doodsoorzaak longontsteking opgegeven. Hij zou rond tien uur 's ochtends zijn overleden.

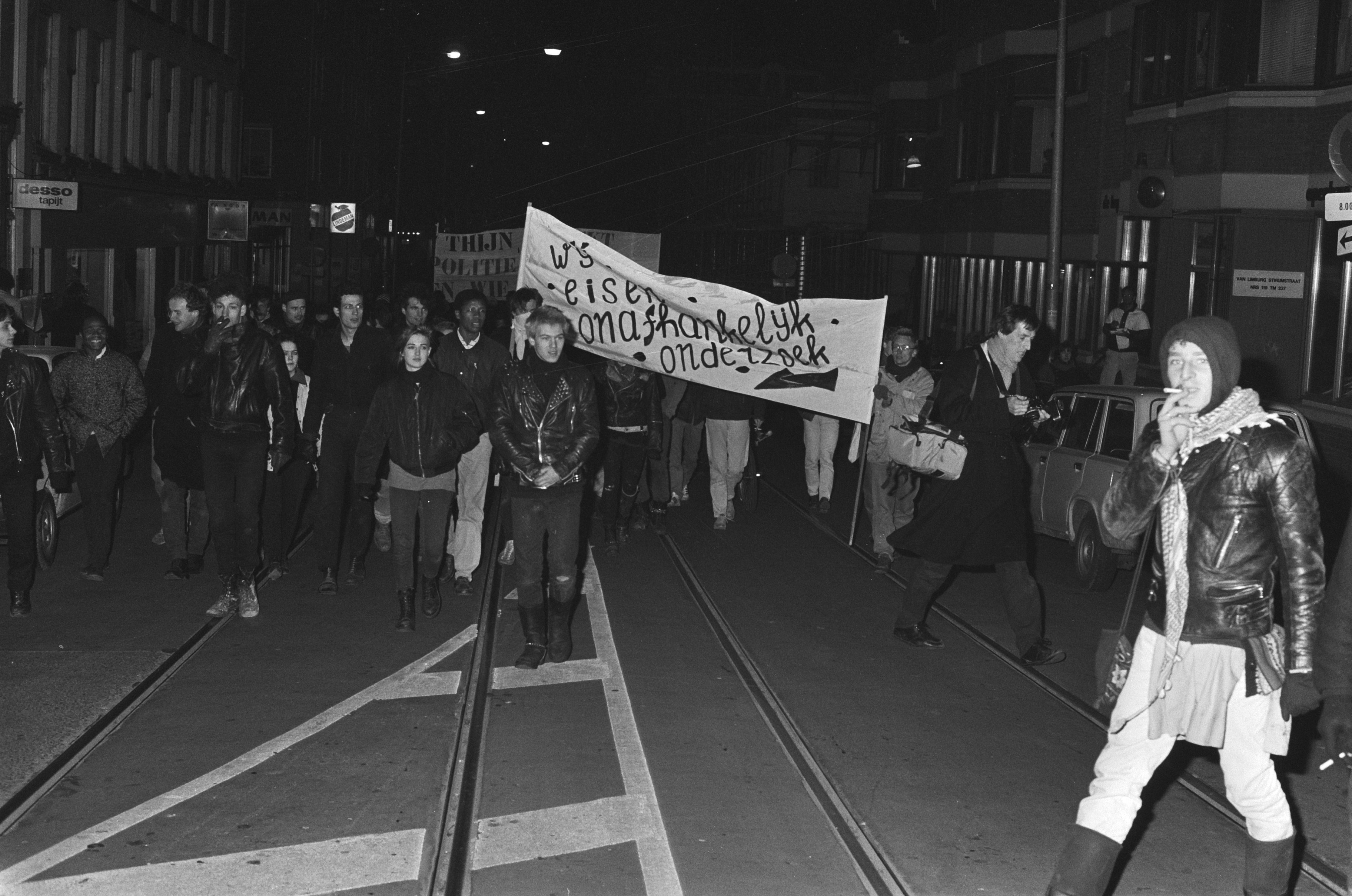
Demonstratie van de Staatsliedenbuurt naar het hoofdbureau van politie naar aanleiding van de dood van Hans Kok

Kok werd in de nacht van 28 op 29 oktober begraven op begraafplaats Duinhof te IJmuiden. Tot het ongebruikelijk tijdstip was besloten omdat de autoriteiten bang waren voor rellen. Twee weken later werd getracht met explosieven een aanslag te plegen op burgemeester Ed van Thijn, die door sommige krakers medeverantwoordelijk werd gehouden voor het incident.
Hoe Kok kon overlijden, is drie keer onderzocht. De conclusie luidde dat hij niet is overleden door politiegeweld. Hij overleed door een combinatie van alcohol, medicijnen, longontsteking en verwaarlozing in de politiecel.
Zanger Joop Visser schreef en zong naar aanleiding van het overlijden een protestlied: Heb je het al gehoord, ze hebben Kok gestorven onder leiding van Van Thijn. Bij het album Too Many Cowboys van punkgroep The Ex zat een bonussingle met een live-uitvoering van Nico van Apeldoorns gedicht Wie vermoordde Hans K. De film In naam der wet van Barbara den Uyl uit 1991, gebaseerd op het verhaal van Hans Kok, werd genomineerd voor een Gouden Kalf. Ook het boek en de film Advocaat van de hanen zouden op bovenstaande gebeurtenissen zijn gebaseerd.
Na dit incident werden de cellen in de Amsterdamse politiebureaus vervangen door een centraal cellenblok. Op de wijkbureaus zijn nog alleen dagverblijven voor kleine vergrijpen en verwarde mensen.